# Wish Upon
Wish Upon è un film del 2017 diretto da John R. Leonetti. La protagonista è Joey King.

## Trama
Claire è una ragazza che per il suo compleanno riceve dal padre una scatola molto strana. Lei è orfana di madre ed il padre non ha una buona fama in città. Un giorno però, scopre che la scatola è capace di esaudire qualsiasi desiderio, ma ad una condizione: il desiderio si paga con il sangue, cioè ad ogni volontà espressa una persona a lei vicina dovrà morire in modo atroce. Con l'aiuto della cugina di un suo amico scoprirà che ha a disposizione 7 desideri e dopo l'ultimo toccherà a lei morire. Ammaliata dal potere, Claire perde il controllo e come ultima cosa chiede che possa ritornare tutto come prima, ma purtroppo il suo destino è segnato: pagando con il suo stesso sangue, investita da una macchina, morendo sul colpo.